# 馬卡姆高原
82°56′S 161°10′E / 82.933°S 161.167°E
馬卡姆高原是南極洲的高原，位於沙克爾頓海岸，屬於伊麗莎白女王嶺的一部分，全長19公里，美國地質調查局根據測量和海軍空中照片繪入地圖。